# Por mirarte
Por mirarte es el tercer álbum solista del músico argentino Andrés Calamaro. Publicado en 1988 por CBS.

## Detalles
Se puede considerar como el primer álbum de rock de Calamaro, después de los álbumes de neto corte pop Hotel Calamaro de 1984 y Vida cruel de 1985. En este disco, empezaría su colaboración estrecha con Ariel Rot.
El álbum, que recibió una buena acogida por la crítica, tuvo poco éxito de ventas. Marca un fundamental paso en la carrera del artista. Entre las canciones más destacados del disco, se encuentran «Loco por ti» (compuesta por Sergio Makaroff), «Cartas sin marcar» o «Me olvidé de los demás» en la que presta su voz León Gieco. 
La canción «No te bancaste» sería regrabada por Calamaro en el año 2000, en su disco quíntuple El salmón.
El disco fue reeditado con 3 bonus tracks en 1994 por Columbia/Sony.

## Lista de canciones
- Todos los temas compuestos por Andrés Calamaro, excepto donde se indica.
- Los temas 13, 14 y 15 son bonus tracks de la reedición en CD.

| N.º | Título                     | Escritor(es)                                    | Duración |  |
| 1.  | «Loco por ti»              | Sergio Makaroff                                 | 2:49     |  |
| 2.  | «Cartas sin marcar»        | Ariel Rot                                       | 4:25     |  |
| 3.  | «No te bancaste»           | Marcelo Scornik                                 | 4:09     |  |
| 4.  | «Lamiendo un hueso»        | Gringui Herrera                                 | 3:11     |  |
| 5.  | «Johnny B. Goode»          | Chuck Berry                                     | 2:58     |  |
| 6.  | «Las guerras»              | Ricardo Soulé, Willy Quiroga, Juan Carlos Godoy | 1:29     |  |
| 7.  | «Por mirarte»              |                                                 | 2:51     |  |
| 8.  | «No me empujes»            |                                                 | 3:14     |  |
| 9.  | «Bailar sola»              |                                                 | 2:54     |  |
| 10. | «Sin saber qué decir»      | Ariel Rot                                       | 4:22     |  |
| 11. | «Los dientes apretados»    |                                                 | 3:32     |  |
| 12. | «Me olvidé de los demás»   |                                                 | 1:35     |  |
| 13. | «Mi nena»                  |                                                 | 4:35     |  |
| 14. | «No te bancaste (En sol)»  |                                                 | 4:03     |  |
| 15. | «En el medio de la ciudad» |                                                 | 2:11     |  |

## Músicos
- Andrés Calamaro: Voz principal, coros, guitarras y sintetizadores.
- Ariel Roth: Guitarra rítmica y principal.
- Gringui Herrera: Guitarra rítmica y principal.
- Alejandro Schanzenbach: Bajo.
- Dries Holten: Sintetizadores y armónica.
- Ricky González: Batería y pandereta.

Músicos adicionales
- Leon Gieco: Coros en «Me olvidé de los demás».
- Marciano Cantero: En "No te bancaste (En Sol)".